# Legamento fundiforme
Il legamento fundiforme del pene è un ispessimento della fascia profonda che si estende dalla linea alba della parete addominale inferiore. Decorre dal livello dell'osso pubico, lateralmente attorno ai lati del pene come una fionda, per poi unirsi alla base del pene prima di arrivare al setto dello scroto. È più superficiale rispetto al legamento sospensorio.
Anche se raramente menzionato, questo legamento si trova anche nelle femmine.